# Kjell Carlström
Kjell Carlström (Porvoo, 18 ottobre 1976) è un dirigente sportivo ed ex ciclista su strada finlandese.
Professionista dal 2000 al 2011, vinse una tappa alla Parigi-Nizza 2008. Dopo il ritiro ha assunto il ruolo di direttore sportivo per team professionistici.

## Carriera
Passa professionista nel 2002 con la squadra di Ivano Fanini, la Amore & Vita. Nel 2005 si trasferisce alla Liquigas. Numerose volte è salito sul podio nel campionato nazionale, sia a cronometro che su strada; ha conquistato inoltre successi in competizioni come la Parigi-Nizza e piazzamenti anche al Tour de France. Prima del ritiro nel 2011 ha corso per due anni per il Team Sky.
Dal 2013 al 2016 è stato direttore sportivo del team IAM Cycling; dal 2017 è invece alla Israel Cycling Academy, ricoprendo dal 2019 il ruolo di general manager.

## Palmarès
- 1999

5ª tappa Tour de Serbie
Classifica generale Tour de Serbie
- 2000 (Servisco, due vittorie)

Campionati finlandesi, Prova in linea
Classifica generale Saaremaa Velotuur
- 2003 (Amore & Vita-Beretta, tre vittorie)

2ª tappa Saaremaa Velotuur
Classifica generale Saaremaa Velotuur
7ª tappa Tour of Queensland
- 2004 (Amore & Vita-Beretta, tre vittorie)

Campionati finlandesi, Prova in linea
2ª tappa Uniqa Classic
Classifica generale Uniqa Classic
- 2005 (Liquigas-Bianchi, una vittoria)

3ª tappa Uniqa Classic
- 2006 (Liquigas, una vittoria)

7ª tappa Tour of Tasmania
- 2008 (Liquigas, una vittoria)

3ª tappa Parigi-Nizza (Fleurie > Saint-Étienne)
- 2009 (Liquigas, una vittoria)

Campionati finlandesi, Prova in linea
- 2011 (Sky, una vittoria)

Campionati finlandesi, Prova in linea

## Piazzamenti

### Grandi Giri
- Giro d'Italia

2008: 123º
2009: 62º
2011: 133º
- Tour de France

2005: 141º
2006: 132º
2007: 76º
- Vuelta a España

2006: 120º
2009: 91º
2010: non partito (8ª tappa)

### Competizioni mondiali
- Campionati del mondo

Valkenburg 1998 - In linea Under-23: 21º
Verona 2004 - In linea Elite: ritirato
Salisburgo 2006 - In linea Elite: 84º
Varese 2008 - In linea Elite: 61º